# Scott Horton

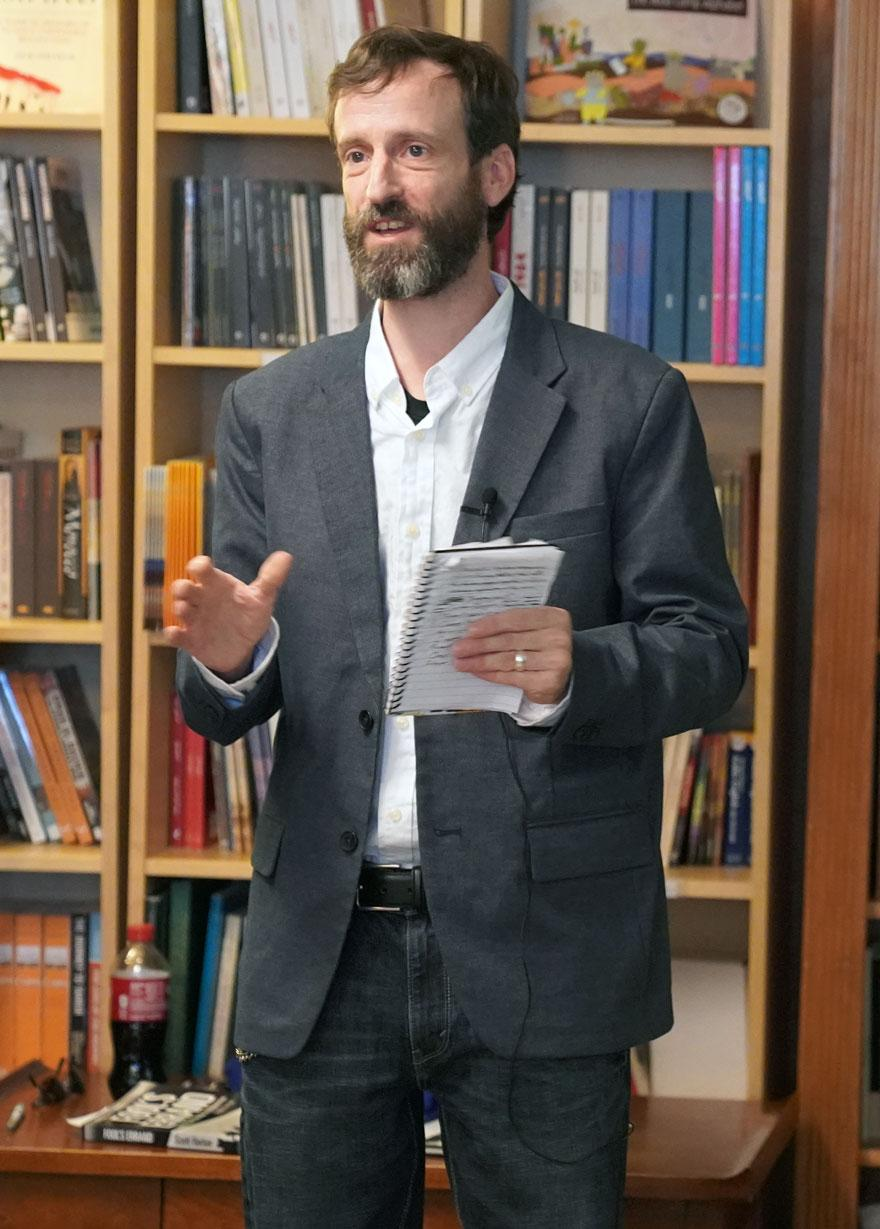
Scott Horton (2019)

Scott Horton (geb. 1976) ist ein amerikanischer Radiomoderator und Sachbuchautor. Er ist Redaktionsleiter des Libertarian Institute und Moderator der Scott Horton Show, in der er Tausende von Interviews mit Experten zu Außenpolitik, Krieg und bürgerlichen Freiheiten geführt hat.
Horton ist auch Autor mehrerer Sachbücher, darunter Fool's Errand. Time to End the War in Afghanistan und Enough Already. Time to End the War on Terrorism, die die amerikanische Militärpolitik kritisieren.
Als Verfechter des Nicht-Interventionismus ist Horton für seine libertäre Kritik an der amerikanischen Außenpolitik und seine Ablehnung der Ausweitung militärischer Macht bekannt. Er hat für verschiedene Publikationen, darunter Antiwar.com und The American Conservative, Beiträge verfasst und spricht häufig auf Konferenzen und Veranstaltungen, deren erklärtes Ziel die Förderung von Frieden und individueller Freiheit ist.

## Leben und Tätigkeit
Horton moderiert Antiwar Radio für Pacifica Radios KPFK 90.7 FM in Los Angeles, sowie den Podcast The Scott Horton Show. Horton hat seit 2003 über 5.000 Interviews geführt. Er ist außerdem Direktor des Libertarian Institute.
Horton ist Redaktionsleiter des nichtinterventionistischen Nachrichtenportals Antiwar.com. Zuvor war er Gastgeber von Say It Ain't So auf Free Radio Austin 97.1 FM, der Weekend Interview Show und dem KAOS Report auf Radio KAOS 95.9 FM, für den er 2007 den „Best of Austin Award des Austin Chronicle für die beste Irak-Kriegsberichterstattung“ gewann.
Seit 2017 hat Horton eine Reihe von Sachbüchern veröffentlicht, in denen er sich kritisch mit der amerikanischen Außenpolitik seit dem Ende des Kalten Krieges befasst:
In seinem Erstlingswerk Fool's Errand (sinngemäß: „Eine Narrenunternehmung“) von 2017 legte er eine Untersuchung des 2001 begonnenen amerikanischen Militäreinsatzes in Afghanistan vor. Im Fazit lief sie auf die Forderung hinaus, dass die Vereinigten Staaten sich aus dem zentralasiatischen Staat zurückziehen sollten. Die Website The American Conservative beschrieb das Werk als „meisterhafte Darstellung von Amerikas anhaltendem Engagement in Afghanistan“.
2019 veröffentlichte Horton eine Zusammenstellung von Interviews mit dem texanischen libertären Politiker und ehemaligen Kongressabgeordneten Ron Paul. Dieser gab er den Titel The Great Ron Paul: The Scott Horton Show Interviews 2004-2019. Im selben Jahr trat Horton der Libertarian Party bei, um Jacob Hornbergers Präsidentschaftskampagne zu unterstützen.
In seinem zweiten Monographie Enough Already von 2021 ließ Horton eine Betrachtung des gesamten sogenannten War on Terror folgen, den die Vereinigten Staaten über Afghanistan hinaus seit 2001 weltweit geführt hatten. Analog zum Fazit des Vorgängerwerkes wurde dieses Werk als roter Faden von dem Appell durchzogen, die weltweiten Militäreinsätze im Rahmen des War on Terror zu beenden.
Hortons weitaus umfangreichstes Werk, die 2024 erschienene Studie Provoked, besteht aus einer ausführlichen Rekonstruktion der Vorgeschichte des 2022 ausgebrochenen Russisch-Ukrainischen Krieges. Sie enthält auch die Geschichte der ersten zwei Kriegsjahre, wobei er sich stark darauf fokussiert, die Rolle seines Heimatlandes (der Vereinigten Staaten) bei dem Konflikt detailliert aufzuarbeiten. Dabei untersucht er eingehend die Osteuropa-Politik der US-Regierungen seit den 1990er Jahren. Insbesondere betrifft dies die amerikanische Rolle bei der Herbeiführung des politischen Umbruchs in der Ukraine im Jahr 2014 und bei der Nichtergreifung von potentiellen Möglichkeiten, eine Eskalation der Spannungen in Osteuropa während der letzten Jahre vor Kriegsbeginn zu verhindern. Er stützt sich dabei unter anderem auf die Forschungsarbeiten von Sarotte und Trachtenberg.
Zuvor hatte Horton bereits in einem Artikel vom Mai 2023 dafür plädiert, dass die Vereinigten Staaten ihre Verwicklung in den russisch-ukrainischen Krieg beenden sollten. Er behauptete, dass die Handlungen der USA, einschließlich der NATO-Erweiterung, der Stationierung von Raketen und der, wie er es nennt, „inszenierten“ Regimewechsel in der Ukraine (unter Bezugnahme auf die Maidan-Revolution von 2014), die russische Invasion in der Ukraine provoziert hätten. Er kritisierte frühere US-Regierungen dafür, dass sie Friedensbemühungen wie die Minsker Vereinbarungen durch Waffenverkäufe an die Ukraine und Rhetorik zur Schwächung Russlands untergraben hätten. Horton wies dabei auch auf die Gefahr einer nuklearen Eskalation aufgrund der Nähe des Krieges zu Moskau hin und verglich das Vorgehen der USA mit hypothetischen chinesischen und russischen Provokationen nahe der US-Grenze, in Kanada und Mexiko. Er schloss seinen Artikel mit der Forderung nach einem sofortigen Rückzug der USA von jeglicher Beteiligung an dem Konflikt.

## Privates
Horton ist mit der Journalistin Larisa Alexandrovna verheiratet.

## Werke
- Fool's Errand: Time to End the War in Afghanistan (2017)
- The Great Ron Paul: The Scott Horton Show Interviews 2004–2019 (2019)
- Enough Already: Time to End the War on Terrorism (2021)[13]
- Hotter Than the Sun: Time to Abolish Nuclear Weapons (2022)
- Provoked: How Washington Started the New Cold War with Russia and the Catastrophe in Ukraine (2024)